# 2407 Haug
2407 Haug este un asteroid din centura principală, descoperit pe 27 februarie 1973 de Luboš Kohoutek.